# WW Волка
WW Волка (лат. WW Lupi) — одиночная переменная звезда в созвездии Волка на расстоянии (вычисленном из значения параллакса) приблизительно 4113 световых лет (около 1261 парсека) от Солнца. Видимая звёздная величина звезды — от +14,5m до +13,5m.

## Характеристики
WW Волка — красная пульсирующая переменная звезда типа RR Лиры (RR:) спектрального класса M. Эффективная температура — около 3298 K.